# Nomada koreana
Nomada koreana är en biart som beskrevs av Cockerell 1926. Nomada koreana ingår i släktet gökbin, och familjen långtungebin. Inga underarter finns listade i Catalogue of Life.